# Begonia pleiopetala
Espèce
Synonymes
- Begonia pusilla A.DC.[1]
- Begonia warburgiana Hieron.[1]

Begonia pleiopetala est une espèce de plantes de la famille des Begoniaceae.
L'espèce fait partie de la section Eupetalum.
Elle a été décrite en 1859 par Alphonse Pyrame de Candolle (1806-1893).

## Répartition géographique
Cette espèce est originaire des pays suivants : Bolivie ; Pérou.